# تیانچانگ
تیانچانگ (به چینی: 天长市}} یک شهرستان در چین است که در چاجوا واقع شده‌است.